# 破布子瘤節蜱
破布子瘤節蜱（学名：Aceria pobuzii）为節蜱科瘤節蜱屬下的一个种。